# Rice Energy
Rice Energy  ist ein amerikanisches Energieunternehmen, das in der unkonventionellen Erdgas- und Erdölförderung im Appalachian Basin tätig ist. 2015 produzierte das Unternehmen etwa 15,6 Mio. m3 Erdgas pro Tag.
Das Midstream-Geschäft (Rice Midstream Partners, US7628191006) ist als Limited Partnership organisiert.
Rice Energy wurde 2007 von Daniel J. Rice III, einem ehemaligen BlackRock-Manager, gegründet. Im September 2016 kündigte Rice an, den Konkurrenten Vantage Energy für rund 2,7 Milliarden Dollar zu erwerben.